# Los Roldán
Los Roldán é uma telenovela argentina produzida e exibida pela Telefe entre 2 de fevereiro e 29 de dezembro de 2004. Uma segunda temporada da novela foi exibida, desta vez no Canal 9 entre 21 de março e 27 de dezembro de 2005.
Protagonizada  Miguel Ángel Rodríguez e co-protagonizada por Claribel Medina, Florencia de la V, Facundo Espinosa e Lola Berthet como a Família Roldán e antagonizada por Gabriel Goity, Andrea Bonelli, Tomás Fonzi, Jean Pierre Noher e Andrea Frigerio.

## Elenco

### Primeira temporada
- Miguel Ángel Rodríguez: Adalberto "Tito" Roldán
- Claribel Medina : Yolanda "Yoli" González
- Florencia de la V: Isabel "Laisa" Roldán
- Facundo Espinosa : Leonardo "Leo" Roldán
- Lola Berthet : Hilda Roldán
- Jimena Barón : María Roldán
- Facundo Aguilar: Maximiliano "Maxi" Roldán
- Gabriel Goity : Emilio Uriarte
- Andrea Bonelli : Chichita Banegas de Uriarte
- Tomás Fonzi: Facundo Uriarte
- Mariana Prömmel: Dulcinea
- Jean Pierre Noher : Pablo Mancini
- Bárbara Lombardo: Pilar Mancini
- Andrea Frigerio : Cecilia Bernardi
- Luciano Castro : Omar Estévez
- Sofía Gala: Sofía Estévez
- Alberto Fernández de Rosa : Don Bernardo Vorguetti
- Gastón Ricaud: Guido Silvera
- Coco Sily : Cacho Pelleti
- Martín Campilongo: Jorge
- Silvit Yori : Amanda
- Gastón Grande :
- China Zorrilla : Mercedes Lozada
- Iván González: Paco
- Ingrid Grudke : Andrea Raponi
- Paula Morales : Jacinta
- Luciana Salazar : Flavia
- Silvina Luna : Sol
- Silvina Chediek : Silvina
- Julieta Ortega : Luciana
- Juana Viale
- Pablo Rossi

### Segunda temporada
- Miguel Ángel Rodríguez: Adalberto "Tito" Roldán
- Claribel Medina: Yolanda "Yoli" González
- Florencia de la V: Isabel "Laisa" Roldán
- Facundo Espinosa: Leonardo "Leo" Roldán
- Lola Berthet: Hilda Roldán
- Jimena Barón: María Roldán
- Facundo Aguilar: Maximiliano "Maxi" Roldán
- Gabriel Goity: Emilio Uriarte
- Andrea Bonelli: Chichita Banegas de Uriarte
- Andrea Frigerio: Cecilia Bernardis
- Jean Pierre Noher: Pablo Mancini
- Mariana Prommel: Dulcinea
- Luciano Castro: Omar Estévez
- Campi: Jorge
- Agustina Córdova: Camila
- Araceli González: Florencia
- Antonio Gasalla: Agustina
- Enrique Pinti: Máximo La Casa
- Mónica Cahen D'Anvers: Marcela Lombardo
- Cucho Parisi: Pestaña
- Alberto Fernández de Rosa: Don Bernardo Vorguetti
- Mariano Torre: Adolfito
- Claudia Albertario: Marisol
- Silvina Luna: Sol
- Moria Casan
- Rocío Guirao Díaz
- Carla Conte
- Silvit Yori: Amanda
- Mónica Fleiderman: Gaby

## Prêmios e Indicações
| Ano  | Premio               | Categoria                       | Programa               | Resultado |
| ---- | -------------------- | ------------------------------- | ---------------------- | --------- |
| 2004 | Premio Clarín        | Ator Protagonista               | Gabriel Goity          | Ganador   |
| 2004 | Premio Clarín        | Melhor Ficção Diaria Comedia    | Los Roldán             | Ganhadora |
| 2004 | Premio Clarín        | Revelação Feminina              | Florencia de la V      | Nomeada   |
| 2004 | Prêmio Martín Fierro | Melhor Comedia                  | Los Roldán             | Ganhador  |
| 2004 | Prêmio Martín Fierro | Ator Protagonista de Comedia    | Miguel Ángel Rodríguez | Nomeado   |
| 2004 | Prêmio Martín Fierro | Ator Protagonista de Comedia    | Gabriel Goity          | Ganhador  |
| 2004 | Prêmio Martín Fierro | Atriz Protagonista de Comedia   | Andrea Bonelli         | Nomeada   |
| 2004 | Prêmio Martín Fierro | Atriz Protagonista de Comedia   | Claribel Medina        | Nomeada   |
| 2004 | Prêmio Martín Fierro | Ator de reparto em Comedia      | Martín Campilongo      | Nomeado   |
| 2004 | Prêmio Martín Fierro | Ator de reparto em Comedia      | Iván González Sainz    | Nomeado   |
| 2004 | Prêmio Martín Fierro | Ator de reparto em Comedia      | Jean Pierre Noher      | Nomeado   |
| 2005 | Prêmio Martín Fierro | Ator de reparto em Comedia      | Martín Campilongo      | Nomeado   |
| 2005 | Prêmio Martín Fierro | Ator de reparto em Comedia      | Jean Pierre Noher      | Nomeado   |
| 2005 | Prêmio Martín Fierro | Participação especial em Ficção | China Zorrilla         | Ganhador  |
| 2005 | Prêmio Martín Fierro | Participação especial em Ficção | Enrique Pinti          | Nomeado   |